# Шатен, Гаспар Адольф
Гаспар Адольф Шатен (фр. Gaspard Adolphe Chatin; 30 ноября 1813 — 13 января 1901) — французский ботаник, миколог и врач. Он доказал, что зоб возникает при недостатке йода в организме.

## Краткая биография
Шатен учился на медицинском факультете в Париже. В мае 1840 года ему была присвоена докторская степень. В 1841 году он стал главным фармацевтом Божонского госпиталя в Париже, а в 1859 году — больницы Отель-Дьё (Париж). Гаспар Шатен преподавал ботанику в Высшей фармацевтической школе, с 1874 года был её директором. В августе 1886 года, после беспорядков среди студентов, Шатен был вынужден уйти на пенсию.
Шатен был членом Парижской академии медицины с 1853 года, Французской академии наук с 1874 года и Ботанического общества Франции, которым он руководил в 1862, 1878, 1886 и 1896 годах. В 1878 году произведён в офицеры ордена Почётного легиона.

## Научные работы
- Anatomie comparée végétale appliquée à la Classification, 1840
- Quelques considérations sur les théories de l'accroissement par couches concentriques des arbres, 1840
- Études sur la physiologie végétale faites au moyen de l'acide arsénieux, 1848
- Symétrie générale des organes des végétaux, 1848
- Présence générale de l'iode dans les trois règnes de la nature, 1850
- Existence de l'iode dans les plantes d'eau douce, dans l'eau, 1850–1854
- Un fait dans la question du goitre et du crétinisme, 1853
- Vallisneria spiralis, 1855
- Anatomie comparée des végétaux, 1856
- De l'Anatomie des Rhinanthacées considérée dans ses rapports avec la classification de ces plantes, 1857
- Sur l'anatomie des Santalacées ou Thésiacées, 1857
- Essai sur la mesure du degré d'élévation ou de perfection organique des espèces végétales, 1861
- Excursion botanique dirigée en Savoie et en Suisse, 1861
- Notice sur les travaux scientifiques de M. Ad. Chatin,..., 1866
- Le Cresson: (sa culture et ses applications médicales et alimentaires), 1866
- Sur la vrille des cucurbitacées, 1867
- La truffe. Étude des conditions générales de la production truffière, 1869
- De l'Anthère. Recherches sur le développement, la structure et les fonctions de ses tissus, 1870
- Le Rôle de la sériciculture, 1870
- Du sucre dans les fruits, 1872
- Maladie des Châtaigniers, 1872
- Histoire naturelle des champignons comestibles et vénéneux, 1883
- Plantes parasites, 1892
- La Truffe: botanique de la Truffe et des Plantes truffières,..., 1892

## Организмы, названные в честь Г. Шатена
- Chatinia Tiegh. 1895 (=Psittacanthus)
- Depazea chatiniana Crié
- Macaranga chatiniana Müll.Arg. 1866
- Mappa chatiniana Baill. 1861
- Tanarius chatinianus Kuntze 1891
- Orchis ×chatini E.G.Camus 1892